# Khasia
Khasia cordillerensis es una especie extinta de marsupial microbioterio de la familia Microbiotheriidae. Representan los hallazgos fósiles más antiguos conocidos de un microbiotérido. Están datados en el Paleoceno Inferior y aparecieron en Tiupampa (Bolivia).